# Uncus
Recibe el nombre de uncus o gancho el extremo del giro parahipocampal, en forma de gancho.

## Véase también

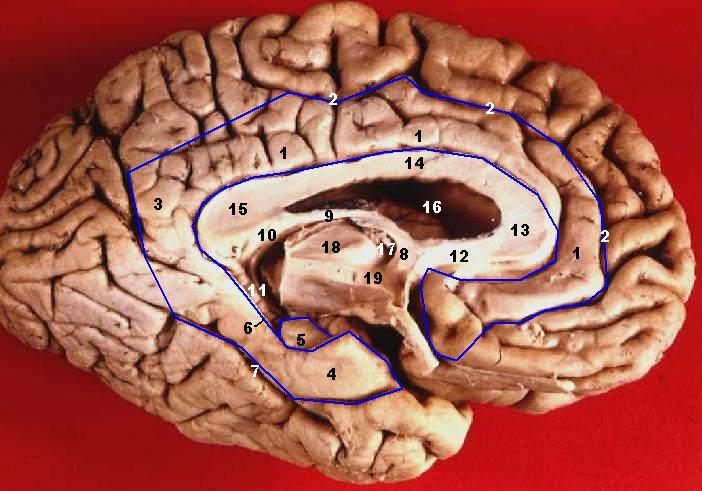
Vista inferior medial del encéfalo. El uncus está señalado con el número 5.